# Cynandra
Cynandra is een geslacht van vlinders uit de familie Nymphalidae.
Het geslacht telt één soort:
- Cynandra opis Drury, 1773